# 松ぼっくん
松ぼっくん（まつぼっくん）は、徳島県板野郡松茂町のマスコットキャラクターである。

## 沿革
- 2009年 - 誕生。